# 安傑·薩普科夫斯基
安傑·薩普科夫斯基（1948年6月21日—），波蘭奇幻小說作家。他最出名的作品是暢銷書《獵魔士》（Wiedźmin）。

## 生平
1948年，安傑·薩普科夫斯基生於波蘭羅茲，大學攻讀經濟。1986年，他於奇幻文學雜誌《Fatastyka》發表短篇小說獵魔士，之後創作一系列獵魔士小說，成為波蘭當代最有名的奇幻小說家。
他以中世紀胡斯戰爭為背景創作歷史及奇幻三部曲，包括《瘋人塔》(Narrenturm)、《神之武士》(Bozy bojownicy)及《不滅之光》(Lux perpetua)。

## 榮譽
他曾五度獲得波蘭Janusz Zajdel獎。1997年，安傑·薩普科夫斯基獲得波蘭藝術家護照獎（Passport Award）。2009年，安傑·薩普科夫斯基獲得首屆大衛·蓋梅爾傳奇大獎（David Gemmell Legend Award）。
2012年，安傑·薩普科夫斯基獲得「榮耀藝術」文化勳章銀質獎章。

## 外部連結
- Andrzej Sapkowski's official site （页面存档备份，存于）
- 安傑·薩普科夫斯基在互联网电影资料库（IMDb）上的資料（英文）
- WorldCat 聯合目錄中安傑·薩普科夫斯基的著作或與之相關的著作
- 網路推理小說資料庫上的Andrzej Sapkowski
- Andrzej Sapkowski（页面存档备份，存于） at Culture.pl